# Lithothrix
Lithothrix J.E. Gray, 1867  é o nome botânico  de um gênero de algas vermelhas pluricelulares da família Corallinaceae, subfamília Amphiroideae.
- São algas marinhas encontradas nos Estados Unidos da América (Alasca, Columbia Britânica, Califórnia e Washington) e México (Pacífico).

## Espécies
Atualmente apresenta 1 espécie taxonomicamente válida:
- Lithothrix aspergillum J.E. Gray. 1867

= Amphiroa aspergillum f. nana  Setchell & Gardner, 1903
= Lithothrix aspergillum f. nana  (Setchell & Gardner) Yendo, 1905